# Yes! I Am a Long Way from Home
Az Yes! I Am a Long Way from Home a Mogwai egy, a Come On Die Young albumon szereplő dala.
Zenéjét Dominic Aitchison, a Mogwai basszusgitárosa szerezte az album felvételei során.

## Felvétel
A dalt élőben először a londoni Highbury Garage-ban, a Ten Rapid (Collected Recordings 1996–1997) promóciós koncertjén játszották le 1997. április 6-án. Az alkotás instrumentális volt. Egy időben a szám New Doom címmel szerepelt.
Címe Lee Cohen 1997 májusában, Brightonban tett megszólalása. Az alkotást a dél-lanarkshire-i Hamiltonban található MCM Studiosban vették fel 1997 júliusában és augusztusában; egyebek mellett a stúdióban készült korábbi kislemezeik nagy része is. A szám producere az együttes tagjai mellett Paul Savage, aki korábban sokat segített a zenekarnak a felvételben és keverésben.

## Leírás
A szám A-dúrban, négynegyedes ütemmel szól.
Legelőször az A-hanggal szóló orgonapont hallható, valamint egy diákújságból közölt részlet monológja. A Mari Myren által felmondott szöveg a Mogwai 1997. március 15-én a Norvégiában, a bergeni Hulenben tartott koncertjére utal. Myren az együttes alkotásait a következőképpen jellemezte: „többet mondanak a szavaknál és többet mutatnak a képeknél”; továbbá „ha a csillagoknak van hangjuk, az ilyen”.
Az 54. másodpercig tartó tapsot basszus váltja, amit 1:09-től kiegészít egy lágy dobszóló, illetve a két szólamból álló gitárjáték, amelyek a dal elejéhez hasonlóan A-dúrban szólnak. 1:31-nél a gitárok és a basszusgitár D-dúrra és F-mollra vált, majd egy ideig egy másik szólamot adnak elő. 2:32-től kezdődően a dobok fokozatosan elhalkulnak, innentől a gitárokat a cintányér egészíti ki; a pengetés üveghangok segítségével A-dúrban játszódik. 3:11-nél a basszusgitár, majd a dobok is becsatlakoznak, majd fokozatosan erősödnek egészen 3:42-ig, amikor egy torz, A- és D-dúrban, illetve F-mollban szóló játék hallható. 3:46-tól 5:09-ig egy újabb gitárszóló lép be, majd ennek végeztével a visszajátszás kivételével minden elcsendesül.

## Fogadtatás
A dalt a kritikusok általánosan kedvezően fogadták. A Stylusnak dolgozó Ian Mathers úgy látta, hogy a szám „gyönyörűen fejlődik a nyugodt, mozdulatlan kezdőponttól a tetőponton hallható torzításokig”, illetve szerinte „ez a Mogwai eddigi karrierjének minden fellépését jellemezte”. A The Daily Nebraskan kritikusa, David Wilson a dalban visszafogott harmóniát és lágy melódiát észlelt, amit a „semmiből előjövő, torz robbanáshang kísér”, majd ezt követően még hozzátette, hogy a szám dinamikája változó tempót okoz.
Lee Harvey, a Vox munkatársa is a dinamikus kontrasztot emelte ki: „lelkesítő hangjaival [leguggoltat] és [lelkesít], és ezt követően tehetetlenül ér az égi gitárok játéka”. Az UpBeetMusicnak szerző Scott Irvine szerint a dal kiemelkedő: „csak ezért az alkotásért megéri megnézni 1997 legjobb instrumentális tour de force-át”.
A Fluffhouse írója, Christopher Jackson a következőket mondta a dalról: „lépésenkénti bevezető a Mogwai zenéjébe – elegáns, basszusgitárokkal kiegészített repertoár, amelyek lassan torz gitárszólókká és dobjátékokká változnak”. Brandon Wu, a Ground and Sky írója így jellemezte a számot: „szép lassú melódiával [kezdődik]… majd egy erős gitár- és dobjátékkal tetőzik” és „a crescendóval [átszőtt] hangzás gyönyörű, a szöveggel kiegészített gitármelódia… egyszerűen lenyűgöző”.

## Közreműködők

### Mogwai
- Stuart Braithwaite, John Cummings – gitár
- Dominic Aitchison – basszusgitár
- Martin Bulloch – dob
- Barry Burns – monológ
- Brendan O’Hare – gitár, orgona, harangjáték

### Más zenészek
- Mari Myren – monológ

### Gyártás
- Paul Savage – producer, keverés

## Fordítás
Ez a szócikk részben vagy egészben  a   Yes! I Am a Long Way from Home című angol Wikipédia-szócikk ezen változatának fordításán alapul.  Az eredeti cikk szerkesztőit annak laptörténete sorolja fel. Ez a jelzés csupán a megfogalmazás eredetét és a szerzői jogokat jelzi, nem szolgál a cikkben szereplő információk forrásmegjelöléseként.